# Енріке Борха
Енріке Борха (ісп. Enrique Borja, нар. 30 грудня 1945, Мехіко) — колишній мексиканський футболіст, нападник.
Насамперед відомий виступами за національну збірну Мексики.

## Клубна кар'єра
У дорослому футболі дебютував 1964 року виступами за команду УНАМ «Пумас». Провів за клуб п'ять сезонів, в 1968 році став віце-чемпіоном країни.
В 1969 році перейшов до клубу «Америка». В її складі двічі вигравав чемпіонат та одного разу кубок Мексики. Протягом трьох сезонів поспіль Енріке Борха — найкращий бомбардир чемпіонату Мексики. Перший футболіст клубу, який в професіональних чемпіонатах забив більше 100 голів. Всього за «Америку» забив 105 голів (99 у лізі, 2 — в плей-офф чемпіонату та 4 — в кубку). Завершив професійну кар'єру футболіста виступами за «Америку» у 1977 році.

## Виступи за збірну
11 травня 1966 року у дебютному матчі за національну збірну Мексики відзначився забитим голом (нічия з Чилі 1:1). Відкрив рахунок у наступному поєдинку з французами, в рамках чемпіонату світу 1966 року. Був у складі в усіх трьох матчах групового етапу. Брав участь і в наступному чемпіонаті, де провів дві гри (проти Сальвадору 4:0 та Італії 1:4). 12 жовтня 1972 зробив «хек-трик» у ворота збірної Коста-Рики. Відзначився і в своєму останньому матчі, проти збірної США. Протягом кар'єри у національній команді, яка тривала 10 років, провів у формі головної команди країни 65 матчів, забивши 31 гол. На той час це найкращий результат у збірній Мексики. Станом на 6 березня 2012 його результат зуміли поліпшити лише чотири футболісти: Харед Боргетті (46 голів), Куаутемок Бланко (39), Карлос Ермосільйо (35) та Луїс Ернандес (35).

## Подальша кар'єра
В 1999–2000 роках працював президентом клубу «Некакса». Потім на посаді президента футбольної федерації Мексики. У 2006 році — телекоментатор на чемпіонаті світу в Німеччині. В 2007–2009 знову президент клубу «Некакса».

## Титули та досягнення

### Клубні
- Володар кубка чемпіонів КОНКАКАФ: 1977
- Чемпіон Мексики: 1971, 1976
- Віце-чемпіон Мексики: 1968, 1972
- Володар кубка Мексики: 1974
- Фіналіст кубка Мексики: 1976
- Володар суперкубка Мексики: 1976

### Збірні
- Переможець Чемпіонату націй КОНКАКАФ: 1971
- Бронзовий призер Чемпіонату націй КОНКАКАФ: 1973

### Індивідуальні
- Найкращий бомбардир чемпіонату Мексики: 1971 (24 голи), 1972 (26 голів), 1973 (20 голів)